# Имерина
Имерина (малаг. Imerina, фр. Émyrne) — историческое государство, существовавшее на острове Мадагаскар. Согласно устной традиции, сложилось в XIV—XV вв. Основное население — мерина (мерна). 

## История
Во второй половине XVI века в правление королей Андриаманелу (ок. 1540—1575) и Раламбу (ок. 1575—1610) объединяло земли центральной части острова (Высокое плато). При сыне Раламбу Андриандзаке (ок. 1610—1630), по преданию, была основана столица Имерины — Аналаманга (Analamanga, впоследствии переименована в Антананариву). 
При короле Андриамасинавалуне (ок. 1667—1710) в состав Имерины вошли все территории, населённые мерна, завершилось оформление феодальных отношений, высокого уровня развития достигли ирригационное земледелие террасного типа, скотоводство, ремёсла и торговля. После смерти Андриамасинавалуны Имерина распалась на уделы, начался период смут и междоусобиц. 
Конец смут и междоусобиц был положен в 1803 королём Андрианампуйнимериной (1787—1810). Его преемник, Радама I (1810—1828) присоединил к Имерине остальные земли острова, в результате чего образовалось Малагасийское королевство.

## Правители
Царство Аласура (1300—1710)
1. Андрианеринерина (ок. 1300—1320)
2 — 9. неизвестные по именам цари (ок. 1320—1500)
10. Рангита, царица (ок. 1500—1520)
11. Рафухи, царица, дочь Рангиты (ок. 1520—1535)
12. Андриаманелу, сын Рафухи (ок. 1535—1570)
13. Раламбу, сын Андриаманелу (ок. 1570—1610)
14. Андриандзака, сын Раламбу (ок. 1610—1630), основатель города на холме Аналаманга (будущее Антананариву)
15. Андрианцитакатрандриана (ок. 1630—1650)
16. Андрианцимитовиаминандриандехибе (ок. 1650—1670)
17. Разакацитакатрандриана (ок. 1670—1675)
18. Андриамасинавалуна (Разаканавалондамбо), сын Разакацитакатрандрианы (ок. 1675—1710), был убит
распад на мелкие владения (ок. 1710)
Царство Амбохидрабиби (ок. 1710—1720)
1. Андрианавалонимерина, сын Андриамасинавалуны (ок. 1710—1720)
Царство Антананариву (1710—1794)
1. Андрианзаканавалумандимби, сын Андриамасинавалуны (ок. 1710—1727)
2. Андриампуанимерина, сын (ок. 1727—1747)
3. Андрианавалурибенихисатра, брат (ок. 1747—1767)
4. Андриамбулахери, сын (ок. 1767—1774)
5. Андрианамбуацимаруфи, сын (ок. 1774—1794)
Королевство Имерина (1787—1818)
1. Андрианампуйнимерина (1787—1810)
2. Радама I (Лаудама), сын Андрианампуйнимерины (1810—1818)